# Le Maosheng
Le Maosheng (n. 9 august 1978, Ningyuan County⁠(d), Hunan, Republica Populară Chineză) este un halterofil ce a reprezentat Republica Populară Chineză, medaliat olimpic. A participat la 2 ediții ale Jocurilor Olimpice (2000, 2004) în care a câștigat o medalie de argint.